# 柯尼希斯马克
柯尼希斯马克（法語：Kœnigsmacker，法語發音：[kœniksmakəʁ]），法国东北部城市，大东部大区摩泽尔省的一个市镇，隶属于蒂永维尔区，其市镇面积为18.4平方公里，2022年1月1日时人口数量为2,242人，在法国城市中排名第4,821位。
柯尼希斯马克位于摩泽尔省西北部，摩泽尔河右岸，隔河与卡特农及其核电站相望。

## 地名来源
根据法国史学家埃内斯特·内格尔的描述，“柯尼希斯马克”一名最初于1065年以“Curtis Machra”的形式被记载，其中“Curtis”来源于拉丁语，意为“领地”。1801年，当地曾更名为“Freymacher”。
在普鲁士及纳粹占领统治期间，柯尼希斯马克曾以其德语作为官方名称，其中“König”意为“国王”，来源于波希米亚国王约翰一世，曾为卢森堡伯爵。

## 历史
柯尼希斯马克于公元11世纪左右形成聚落，彼时，这一地区为卢森堡公爵的一处领地。1270年，查理四世将其划入圣马提亚修道院。14世纪初，波希米亚国王约翰一世将柯尼希斯马克扩建成为军事城塞。中世纪末期至近代，柯尼希斯马克长期为一处普通村落。法国大革命后，柯尼希斯马克成为摩泽尔省的一个市镇。工业革命期间，沿摩泽尔河修建的铁路建成通车。普法战争后，柯尼希斯马克及其所在的阿尔萨斯-洛林地区被普鲁士占领，直至一战结束。第二次世界大战期间，柯尼希斯马克再次被纳粹德国占领。

## 地理

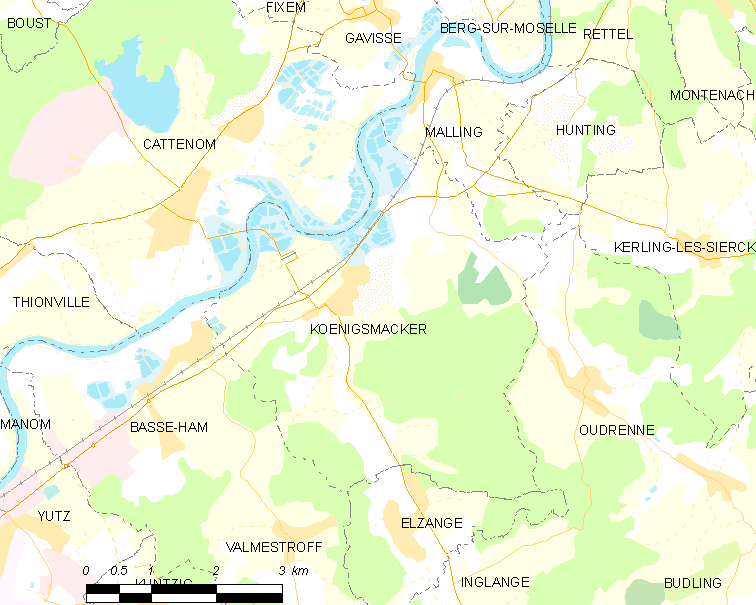
柯尼希斯马克市镇范围地图

柯尼希斯马克位于法国东北部，大东部大区北部偏东和摩泽尔省西北部，距离省会梅斯大约37公里。与柯尼希斯马克接壤的市镇包括：卡特农、埃尔藏日、下阿姆、马兰、乌德雷讷、瓦尔梅斯特罗夫。

### 地形
柯尼希斯马克位于洛林高原腹地，境内以丘陵为主，市镇中心地势较为平坦，全境海拔在148到306米之间。

### 水文
摩泽尔河干流自西南向东北流经境内北部，该河是莱茵河的支流，经人工渠化改造后可供中小型船只通过。

### 植被
柯尼希斯马克属于温带阔叶混交林区，林地广泛分布于市镇范围南部的丘陵地区。
在鲜花城市的评比中，柯尼希斯马克被评为1星级鲜花城市。

### 气候
柯尼希斯马克在柯本气候分类法中属于温带海洋性气候，因其距离海岸线相对较远，故又有一定的大陆性特征。

## 行政区划
柯尼希斯马克是法国大东部大区摩泽尔省的一个市镇，编号为57370。柯尼希斯马克隶属于蒂永维尔区、摩泽尔省第九选区以及梅采维斯县，同时也是摩泽尔阿尔克市镇公共社区的组成部分。
法国国家统计与经济研究所（简称）在进行数据统计时，将柯尼希斯马克划入包含115个市镇的卢森堡法国城市辐射区（Aire d'attraction de Luxembourg (partie française)）内。此外，还将柯尼希斯马克市镇整体看作一个“块区”（IRIS）。

## 交通

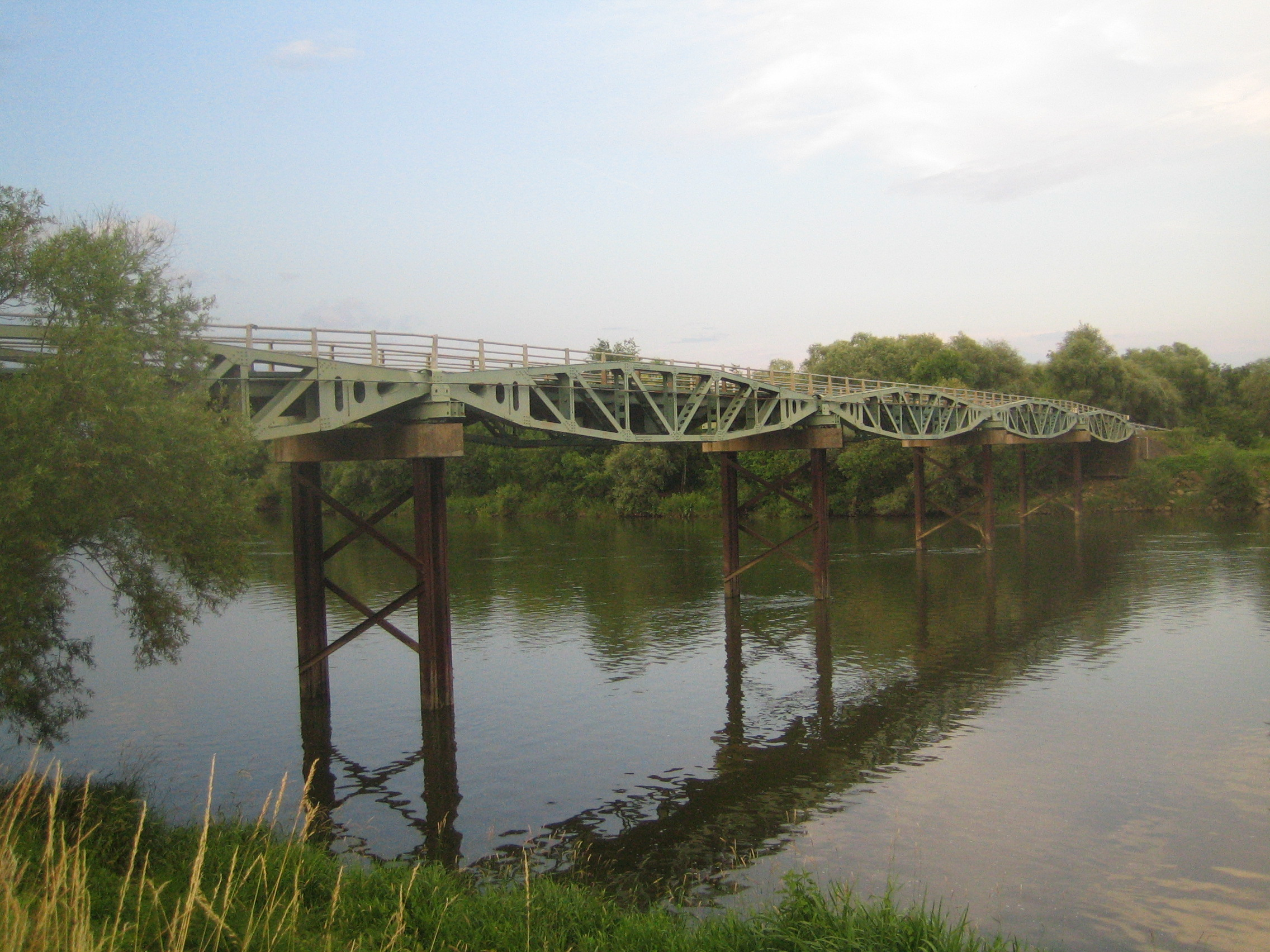
横跨摩泽尔河的桥梁

### 公路
摩泽尔省省道D2线、D56线、D62线和D654线在柯尼希斯马克境内交汇，大东部大区下属的城际客运提供巴士线路，可前往周边部分市镇。
2017年，86.5%的柯尼希斯马克家庭拥有至少一辆私人汽车。2017年，柯尼希斯马克境内共发生各类交通事故1起，造成1人遇难。

### 铁路
柯尼希斯马克位于蒂永维尔－阿帕克铁路上。柯尼希斯马克站位于市区北部，每周末及节假日停靠往返于梅斯和特里尔一线的区域列车。

### 航空
距离柯尼希斯马克最近的民用航空站为卢森堡机场，距离柯尼希斯马克市中心的公路里程约36公里。

### 城市公共交通
截至2021年8月，柯尼希斯马克暂无城市公共交通系统。

## 政治

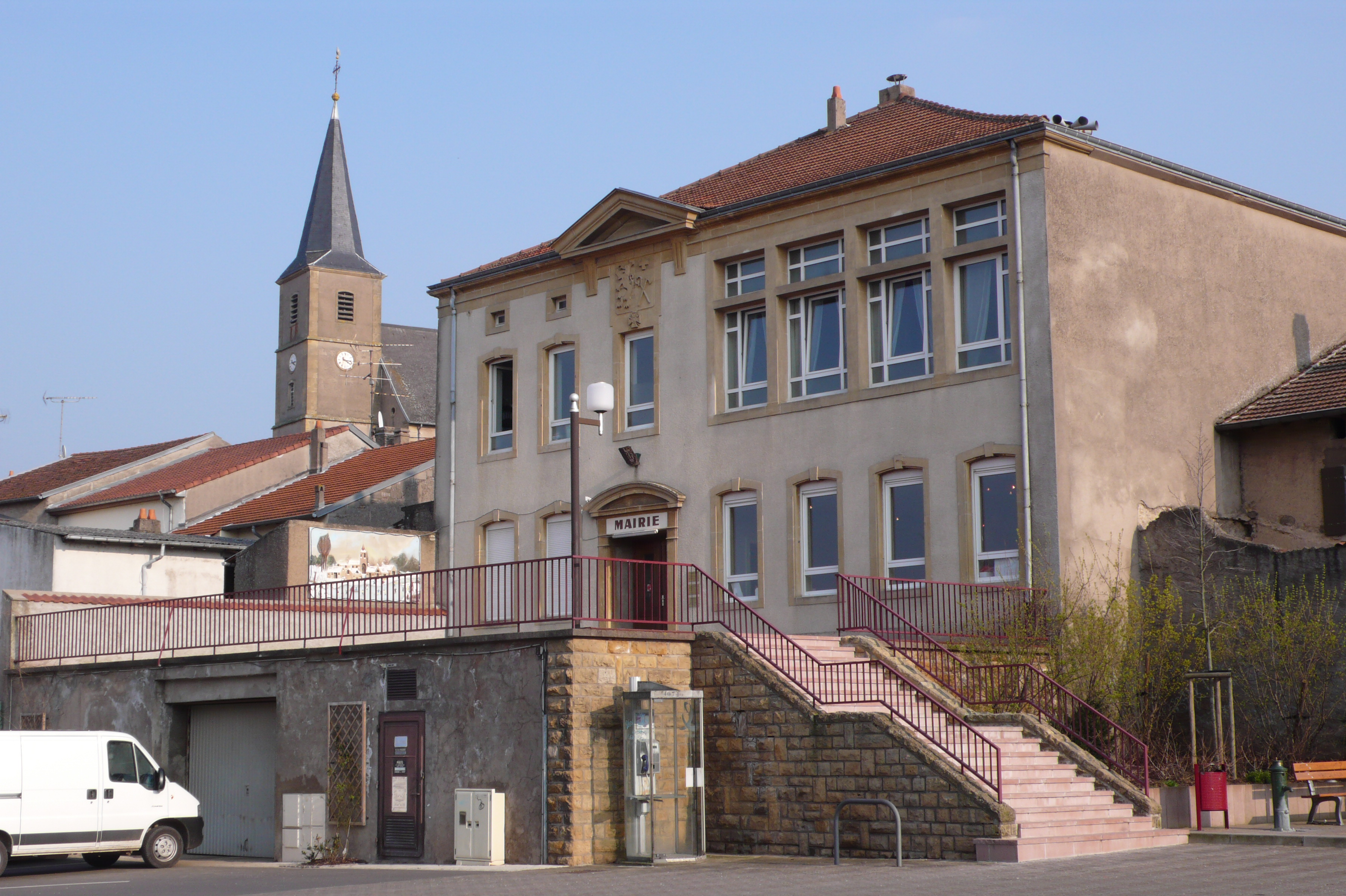
柯尼希斯马克市政厅

柯尼希斯马克的现任市长为皮埃尔·泽内尔先生（Pierre Zenner），他是民主人士和独立人士联盟的一名成员，在2020年的市政选举中获得了100%的支持率（无其他候选人）。
在2017年的法国总统大选中，法国第25任总统埃马纽埃尔·马克龙在柯尼希斯马克获得了54.36%的支持率。

## 人口
2018年，柯尼希斯马克市镇人口数量为2,251，在法国排名第4,821位。其中男性1,120人，女性1,124人，75岁及以上人口占6.7%，外籍人口数量为352人，人口密度为122人/平方公里，当地居民被称为（男性）或（女性）。2019年，柯尼希斯马克境内出生15人，死亡人口17人。
| 年份   | 1936  | 1946  | 1954  | 1962  | 1968  | 1975  | 1982  | 1990  | 1999  | 2006  | 2007  | 2012  | 2017  | 2018  |
| ------ | ----- | ----- | ----- | ----- | ----- | ----- | ----- | ----- | ----- | ----- | ----- | ----- | ----- | ----- |
| 人口數 | 1,253 | 1,049 | 1,241 | 1,531 | 1,439 | 1,556 | 1,603 | 1,722 | 1,893 | 1,996 | 2,010 | 2,155 | 2,244 | 2,251 |

## 经济
截止2021年8月，柯尼希斯马克共有205家用人单位或自雇。

## 财政收入
2019年，柯尼希斯马克的财政收入总额为1,447,570欧元，财政支出总额为1,143,020欧元，当年的债务总额为596,090欧元。2020年，柯尼希斯马克共获得136,512欧元的国家财政补助，比上一年减少了0.02%。
2017年，柯尼希斯马克的人均月收入总额为1,990欧元，其中高级职员为3,474欧元，低于法国平均水平（4,214欧元）；中级职员为2,330欧元，低于法国平均水平（2,353欧元）；普通职员为1,560欧元，亦低于法国平均水平（1,690欧元）。
2017年，柯尼希斯马克境内的青壮年（15至64岁）失业率为9%，当地49.2%的家庭拥有纳税资格，平均纳税2,235欧元，低于法国平均水平（3,888欧元）。

## 社会事务

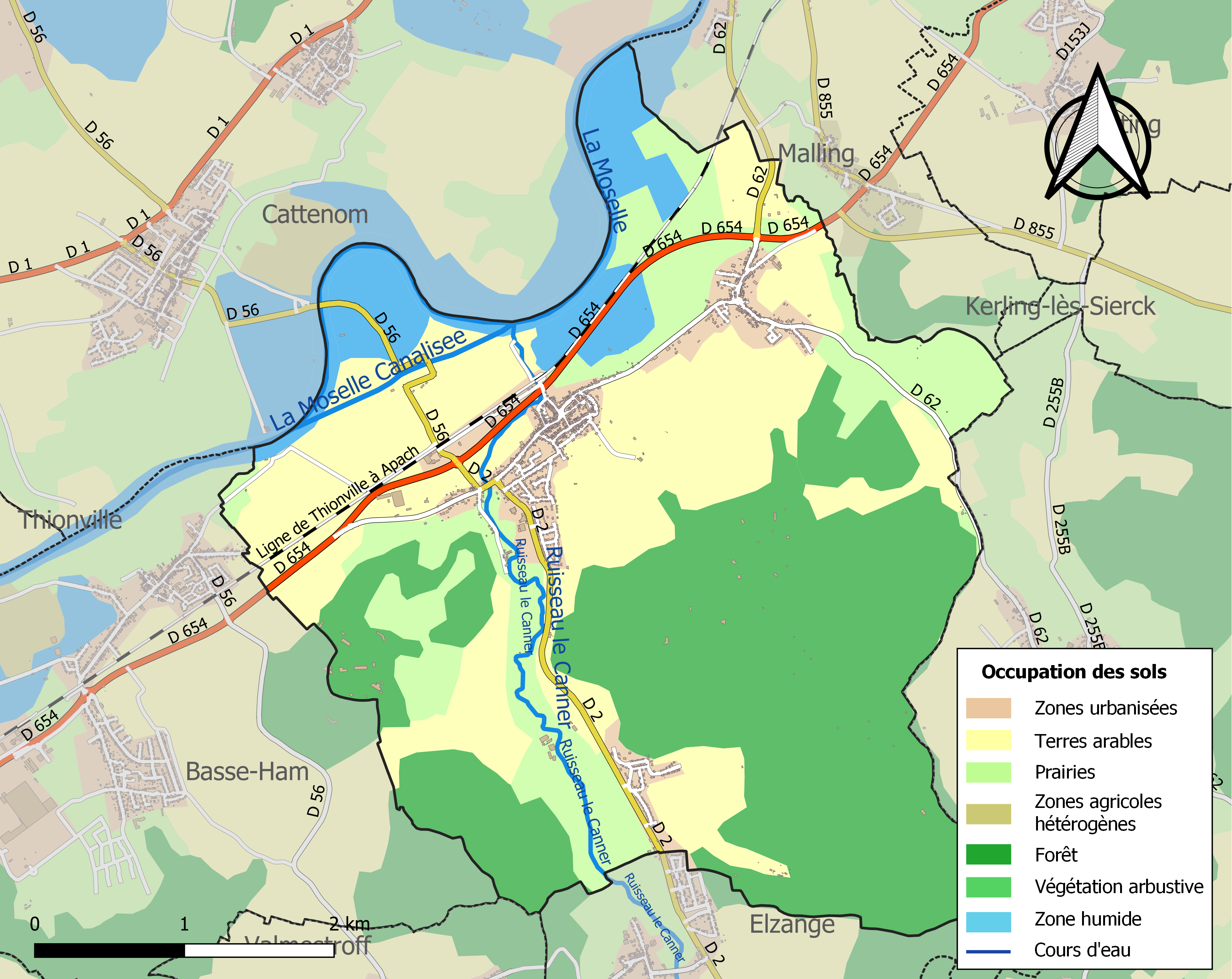
柯尼希斯马克土地利用情况地图

### 教育
柯尼希斯马克属于南锡-梅斯学区。截止2019年1月1日，柯尼希斯马克境内共有1所幼儿园和1所小学。

### 医疗
截止2019年1月1日，柯尼希斯马克境内共有全科医生1名、保健师2名和护士4名。境内共有药房1家。
柯尼希斯马克是“梅斯-蒂永维尔大区中心医院”的服务范围，后者是法国的一个大区级别公立医疗机构，其主病区之一的“贝莱尔医院”（Hôpital de Bel-Air）位于蒂永维尔市区，设有床位662个，是当地规模最大的公立综合性医院。

### 住房
2017年，柯尼希斯马克境内共有各类住房1,002套，其中78%为独立式居民区，21.8%为集中式居民区。常住房屋占柯尼希斯马克市镇范围内居民建筑总量的92.2%。
在住房保障政策方面，2017年，柯尼希斯马克境内共有56户家庭获得了住房经济补助，受益人数占总人口数量的2.5%，其中47份为房租补助。

### 商业
2019年，柯尼希斯马克境内共有各类实体商铺37家，其中餐厅2家、大型超市1家、面包房2家、银行门店1家、美容美发店5家、汽车维修店2家。

### 体育
2019年，柯尼希斯马克境内共有1间体育馆、1处网球场以及1处足球或橄榄球场。
截至2021年8月，柯尼希斯马克境内共有三支注册足球俱乐部，其中柯尼希斯马克人足球俱乐部（Elan kobheen）和柯尼希斯马克-凯当日前进体育会（Entente Sportive Kœnigsmacker / Kédange）在2021至2022赛季参加大东部大区足球联赛。

### 环境
柯尼希斯马克的环境事务由其所属的公共社区负责。2019年，柯尼希斯马克境内暂无污染企业。

### 治安
2014年，柯尼希斯马克及附近地区共发生各类案件4,014起，其中盗窃类案件1,984起，经济类案件405起，毒品交易类案件660起。

## 文化
2019年，柯尼希斯马克境内暂无任何文化设施。柯尼希斯马克市政府提供多媒体中心，向公众全年开放。

### 建筑
柯尼希斯马克境内有多处法国国家文物保护单位，其中圣塞巴斯蒂安-圣罗克小教堂（Chapelle Saint-Sébastien-et-Saint-Roch）是当地的代表性建筑物。

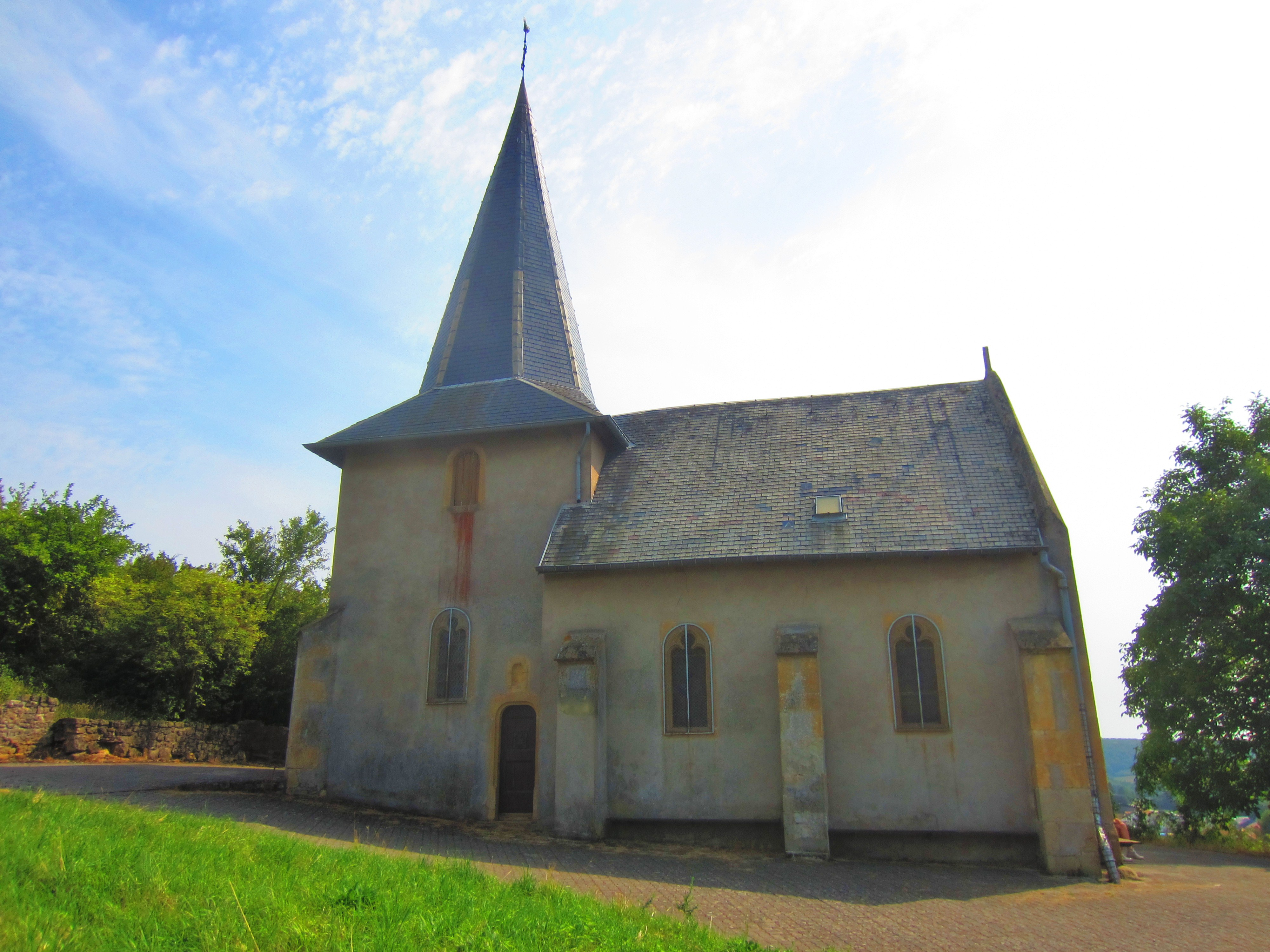
圣塞巴斯蒂安-圣罗克小教堂
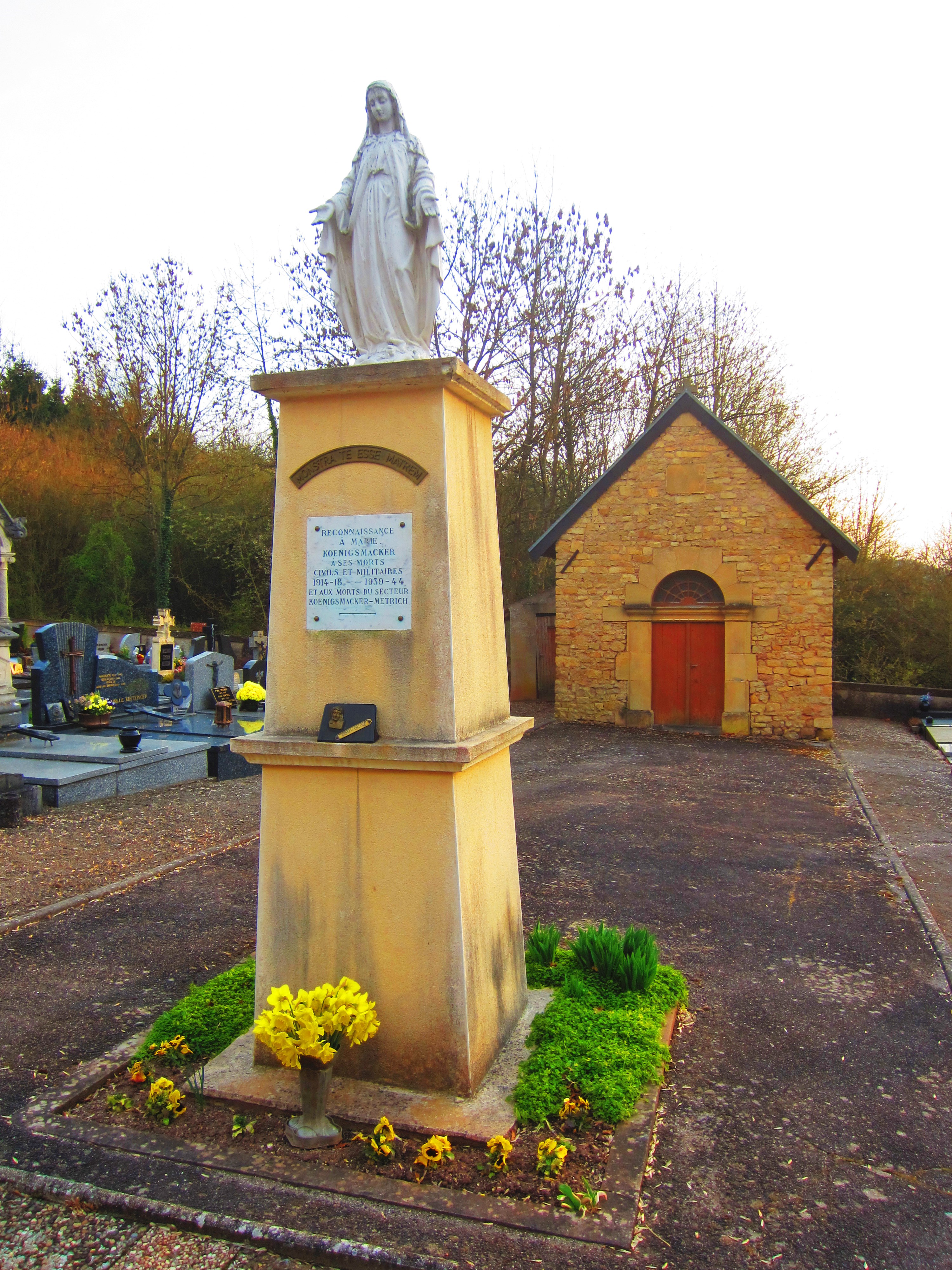
圣心小教堂
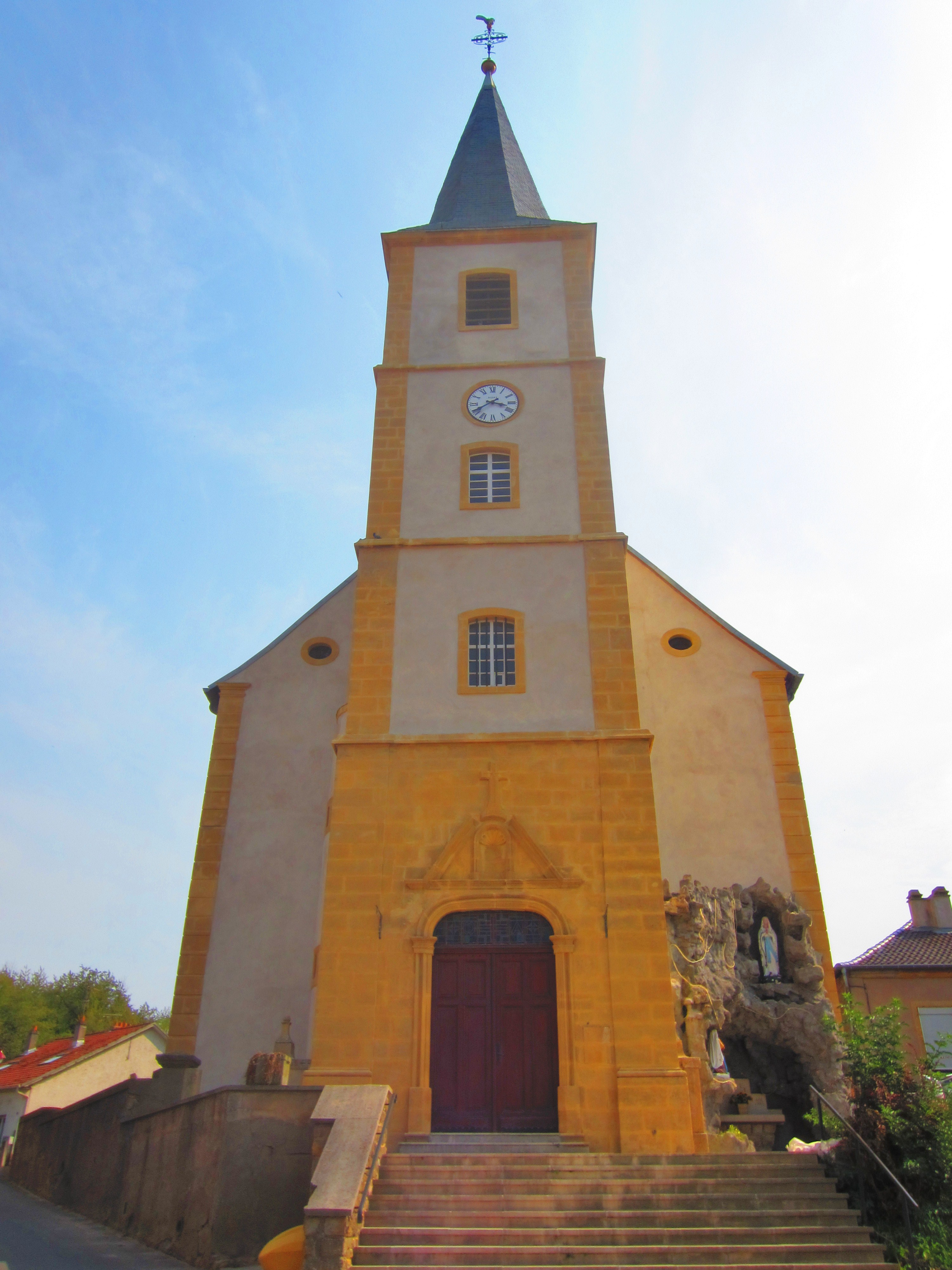
圣马丁教堂
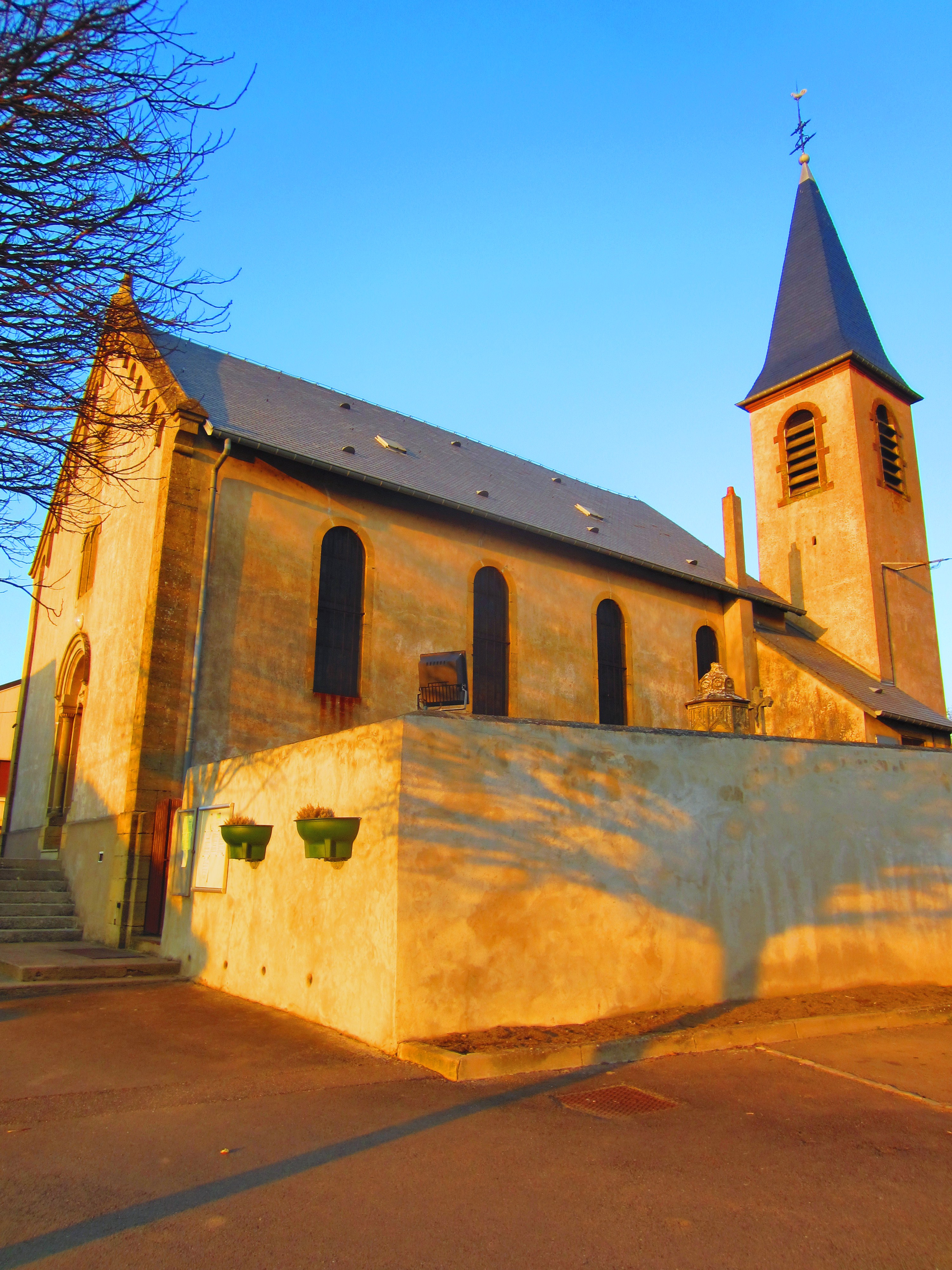
圣于贝尔教堂
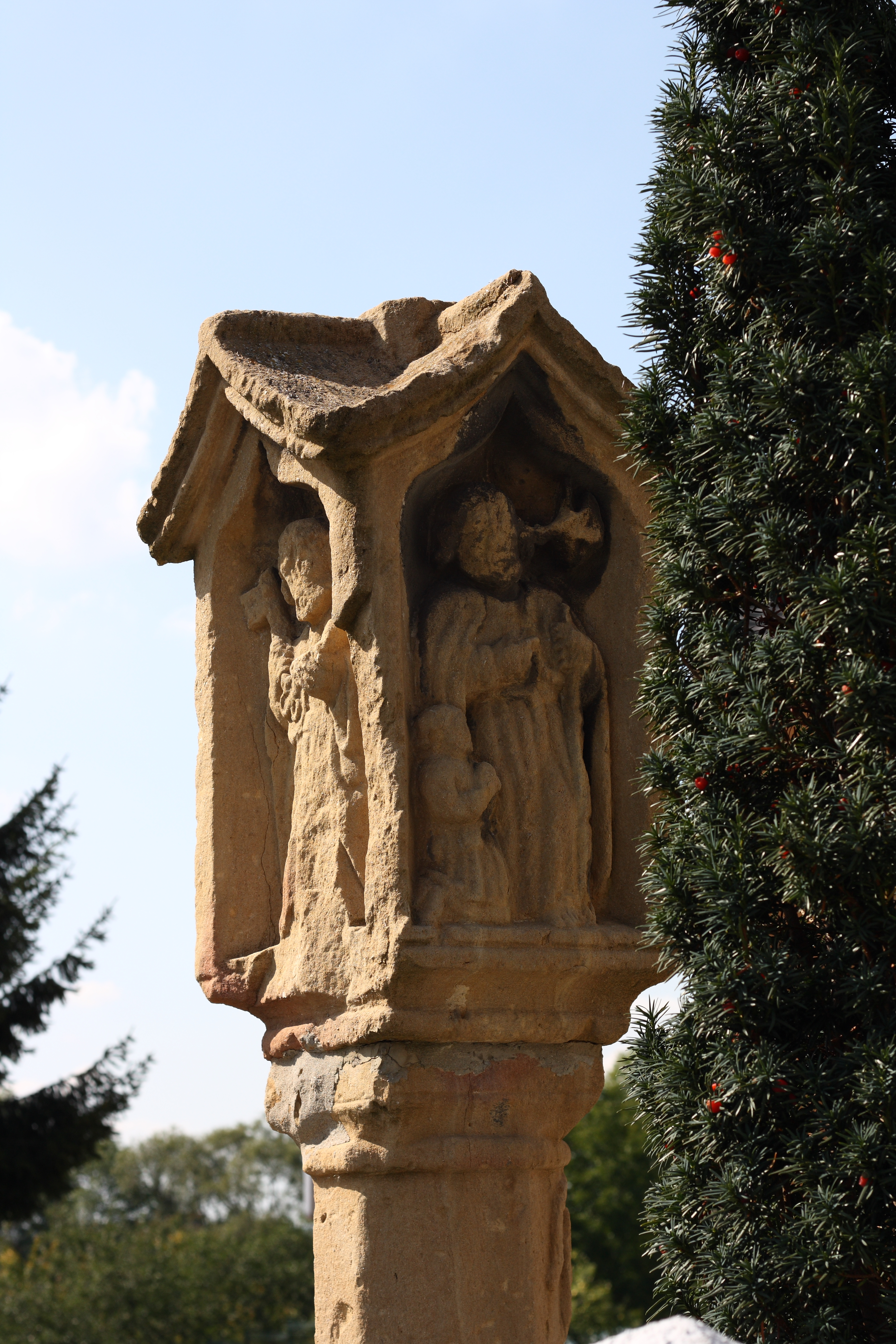
十字架
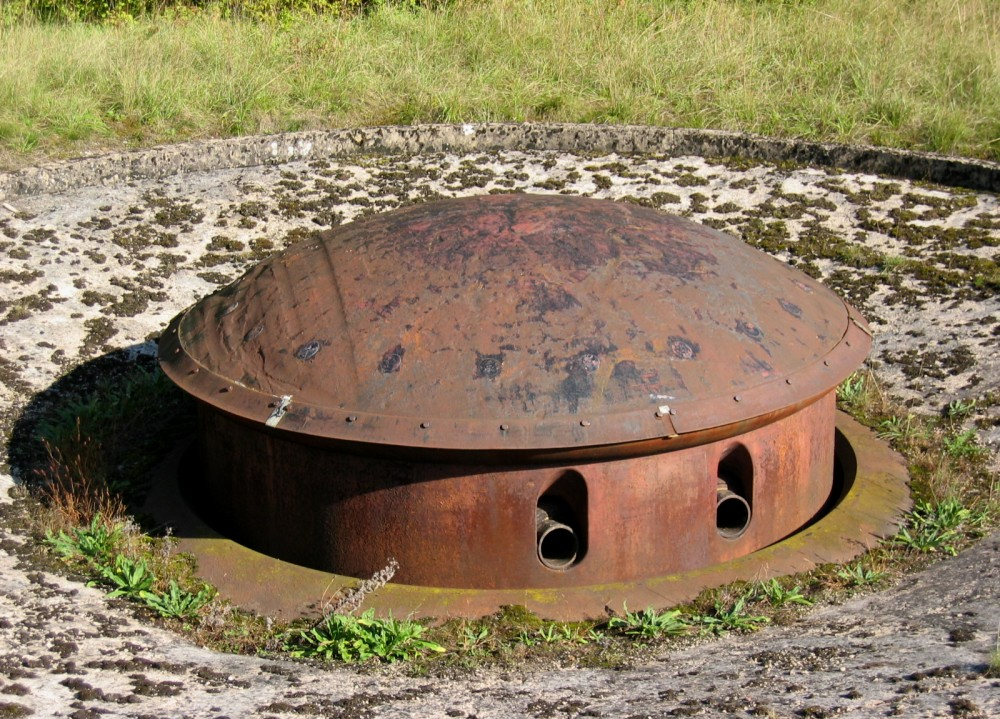
军事遗址

### 旅游
柯尼希斯马克的旅游事务由其所属的公共社区负责。2020年，柯尼希斯马克境内共有1家酒店共计28间房间。

### 媒体
法国主要的媒体均可在柯尼希斯马克接收，法国电视三台下属的大东部大区频道在部分时段播出柯尼希斯马克所属区域的地方新闻。

## 友好城市
截至2021年8月，柯尼希斯马克暂未建立任何友好城市关系。